# اسکات جاپلین (فیلم)
«اسکات جاپلین» (انگلیسی: Scott Joplin (film)) یک فیلم زندگینامه‌ای است که در سال ۱۹۷۷ منتشر شد. از بازیگران آن می‌توان به بیلی دی ویلیامز اشاره کرد.